# 캐럴라인 폴라첵
캐럴라인 폴라첵(Caroline Polachek, 1985년 6월 20일 ~ )은 미국의 싱어송라이터, 음악 프로듀서이다. 2005년부터 2017년까지 체어리프트의 보컬리스트로 활동했다. 비욘세의 곡 "No Angel"을 작곡한 것으로 유명하다. 2014년, 라모나 리사란 이름으로 솔로 데뷔 앨범 Arcadia를 발매했다.

## 음반 목록
- Arcadia (2014; 아티스트명 라모나 리사로 발매)
- Drawing the Target Around the Arrow (2017; 아티스트명 CEP로 발매)
- Pang (2019)
- Desire, I Want to Turn Into You (2023)